# Luís de Camões
Luís Vaz de Camões (oko 1524. – 10. lipnja 1580.) portugalski je književnik, koji je napisao velik broj lirskih pjesama i drama, a najpoznatiji je po svome epskom djelu, izvornog portugalskog naziva Os Lusiadas (Luzitanci). Nadnevak Camõeseve smrti slavi se kao Dan Portugala, nacionalni praznik svih Portugalaca.